# Севільський університет
Севільський університет (ісп. Universidad de Sevilla) — заклад вищої освіти в столиці Андалусії Севілья, один із двох університетів міста. Один із найбільших і найстаріших університетів Іспанії. Ректорат університету розміщується в старовинній будівлі Королівської тютюнової фабрики, корпусу університету розосереджені по всьому місту і на острові Картуха.

## Історія
У 1505 році папа Юлій II видав буллу за якою коледж Santa María de Jesús, що існував з кінця XV століття, отримав право присвоювати ступені теології, філософії, права, медицини, логіки і мистецтва.
У 1551 році коледж офіційно отримав університетський статус.
За статутом 1621 року в університеті було чотири факультети: теології, права, медицини і мистецтв.
У правління Карла III в університеті почали викладати математику.
Після революції 1868 року факультет теології був закритий.
У 1954 році ректорат і ряд факультетів переїхали в будівлю королівської тютюнової фабрики (XVIII століття), де і перебувають по сьогоднішній день.
У 1960-ті роки створюються вищі технічні школи архітектури і промислових інженерів, факультет наук розділяється на факультети біології, фізики, хімії та математики.
У 1999 році університет приєднався до Болонського процесу.

## Статистика

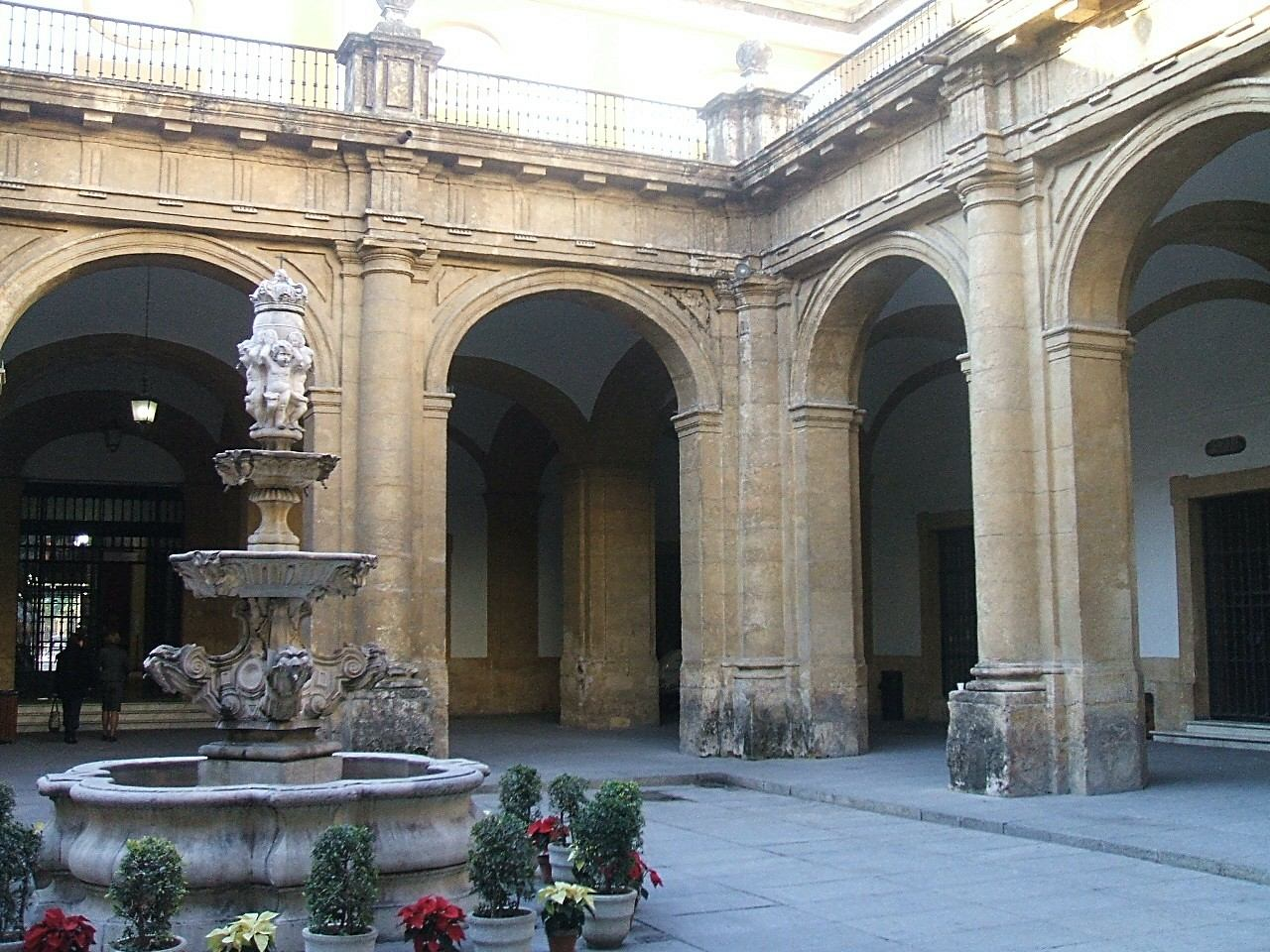
Внутрішній дворик центральної будівлі

На 2009—2010 рр.. Севільський університет пропонував 60 освітніх програм першого ступеня, 44 магістерські програми і 128 докторських програм, водночас в ньому навчалося 75 000 осіб. На грудень 2009 року в університеті працювало 6924 людини. Бюджет університету на 2010 рік склав 472 977 920 євро.

## Відомі випускники
- Томас Хосе Гонсалес Карвахаль — іспанський державний діяч і поет
- Феліпе Гонсалес — прем'єр-міністр Іспанії в 1982—1996 рр.
- Бальтасар Гарсон — відомий іспанський слідчий і суддя, який працював над справою Августо Піночета.